# Now (periódico)
Now (estilizado como NOW), también conocido como NOW Magazine, es una publicación en línea con sede en Toronto, Ontario, Canadá. Durante la mayor parte de su existencia, Now fue un periódico semanal alternativo y gratuito. La publicación física de Now se suspendió en agosto de 2022, tras la bancarrota de su anterior propietario, Media Central Corporation, aunque todavía se publicó contenido nuevo en su sitio web. En enero de 2023, se anunció que el periodista Brandon Gonez adquiriría la publicación.